# Volo 747 - Vendetta ad alta quota
Volo 747 - Vendetta ad alta quota (Aurora: Operation Intercept) è un film del 1995 diretto da Paul Levine. È una storia di ambientazione fantascientifica.

## Trama
Dopo la caduta misteriosa di alcuni aeroplani, un altro ne risulta scomparso. La causa di tutto è una presunta vendetta nei confronti dell'FBI perpetuato dalla figlia di uno scienziato morto a sentire la donna a causa degli agenti statunitensi. Minaccia gli Stati Uniti d'America sapendo delle proprietà del sofisticato aereo di cui si è impadronita. L'Aurora del titolo (l'aereo) dovrà vedersela con un secondo modello.